# Marcel Johannes Kits
Pour les articles homonymes, voir Kits.
Marcel Johannes Kits, né le 2 mai 1995 en Estonie, est un violoncelliste estonien.

## Biographie
Marcel Johannes Kits commence ses études de violoncelle à l'âge de cinq ans avec Lembi Mets (et) et Reet Metsa. En 2002, il entre dans la classe de violoncelle de Laine Leichter à la Tallinna Muusikakeskkool (et) (École de musique de Tallinn) et continue dans la classe de violoncelle de Mart Laas à la même école en 2011. À partir de 2014, il étudie avec le professeur Francis Gouton à l'Université de musique de Trossingen, en Allemagne. À partir de 2018, il poursuit ses études à l’Université des Arts de Berlin, en Allemagne, dans la classe de Jens Peter Maintz.

### Instrument
Marcel Johannes Kits joue sur un violoncelle de 1674 de Francesco Ruggeri, de Crémone. L'instrument, ainsi qu'un archet conçu vers 1900 par le Français Victor Fetique, est mis à sa disposition par la fondation allemande Deutsche Stiftung Musikleben.

## Récompenses et distinctions
En 2022, Marcel Johannes Kits est troisième lauréat du Concours musical international Reine Élisabeth de Belgique.